# Marcus Ivarsson
Marcus Ivarsson, född 1978 i Panama, är en svensk serieskapare och illustratör. Han växte upp i Sunne och är sedan 2003 bosatt i Västerås. Han har bland annat medverkat i Svenska Mad, Galago, Bizarro och Metro. Han var föremål för ett avsnitt i SVT2:s dokumentär-TV-serie Kämpar från 2011. Han är bildlärare vid Västerås kulturskola och medlem i det lokala konstnärskollektivet Ytan.